# Décès en avril 1976
Décès
- 1972
- 1973
- 1974
- 1975
- 1976
- 1977
- 1978
- 1979
- 1980

Pour une information complémentaire, voir la page d'aide.

| Date     | Nom           | Pays             | Activités            | Âge | Source |
| -------- | ------------- | ---------------- | -------------------- | --- | ------ |
| 25 avril | Markus Reiner | Drapeau d’Israël | Ingénieur israélien. | 90  |        |